# Fusillade du 8 mai 1984 à l'hôtel du Parlement du Québec
La fusillade du 8 mai 1984 à l'hôtel du Parlement du Québec ou fusillade de l'Assemblée nationale s'est déroulée le 8 mai 1984 à l'hôtel du Parlement du Québec, à Québec. 
Vers 9 h 40 heure locale, Denis Lortie fait irruption dans l'édifice. Il parcourt ce dernier pour se rendre au Salon bleu, salle de l'Assemblée nationale. Lourdement armé, il tire plusieurs rafales d'arme automatique, faisant trois morts et treize blessés sur son passage.
Ayant pour objectif de « nettoyer » l'Assemblée du gouvernement René Lévesque, Lortie ignorait que les députés ne siégeaient pas au Salon bleu ce matin-là, ce qui a probablement limité le nombre de victimes lors de l'événement. 

## Chronologie[3]
- Vers 9h20, il se présente à la station radiophonique CJRP, à Sillery , près de Québec pour rencontrer l'animateur André Arthur pour lui remettre une enveloppe contenant une cassette audio. Sur l'enveloppe, l'indication : Ne pas ouvrir avant 10h.

- Vers 9h35, des tirs ont lieu sur des fenêtres de la Citadelle de Québec. Des touristes doivent se jeter par terre pour éviter les tirs.

- Vers 9 h 40 heure locale, le caporal des Forces armées canadiennes Denis Lortie, habillé en treillis, fait irruption dans l'édifice du Parlement à Québec.

- Vers 9h45, il ouvre le feu sur la réceptionniste, rencontre sur son passage un messager, qu’il tue d’une autre rafale, aboutit dans un fumoir, où il ouvre encore le feu sur des gens venus assister à une commission parlementaire. En cherchant la Salle de l'Assemblée nationale (Salon bleu), il entre dans la cafétéria, mais rebrousse chemin quand il constate son erreur, puis il atteint le Salon bleu. Là, il tire de toutes parts. Les quelques employés présents dans la salle se jettent par terre. Il s'assoit sur le siège dominant, réservé au président de l'Assemblée.

- Vers 9h55, l'ex-militaire et directeur de la sécurité de l'hôtel, le sergent d'arme René Jalbert[4], arrive tranquillement à ses côtés. Il parle à Lortie comme un frère d'armes détendu, le renseigne, le calme et finit par le convaincre de laisser partir les gens du Salon bleu. Il établit un lien de confiance assez grand pour que le tireur accepte ensuite de l’accompagner jusqu’à son bureau.

- Vers 11h00, le Sergent d'arme réussi à amener le tireur du Salon bleu vers son bureau pour discuter et négocier sa reddition.

- Quelques heures plus tard, vers 14h22, Denis Lortie se livre pacifiquement à des policiers de la Police militaire des Forces canadiennes et transfert à la Sûreté du Québec.

## Bilan
Lortie ignorait que ce matin-là, les députés ne siégeaient pas, sinon en comités parlementaires. Et, plutôt qu'utiliser sa montre, son signal de départ était le moment où l'animateur de radio André Arthur arrêterait de parler[réf. nécessaire]. Par un heureux hasard, l'animateur a terminé son émission à 9 h 40 plutôt qu'à 10 h 00. Denis Lortie fut donc « en avance » et, puisqu'il y avait encore peu de monde au salon bleu, le nombre de victimes fut moindre.